# Grabhügel D 1-7638-0002

Der "Grabhügel im Wald bei Bergarn"

Bei der Denkmalnummer D 1-7638-0002 handelt es sich um einen mit Bäumen und Büschen bewachsenen Grabhügel unbekannter Zeitstellung mit einem Durchmesser von etwa 10 bis 12 m und einer Höhe von rund 1,7 m. Er befindet sich in einem Waldstück am südöstlichen Rand von Bergarn (Gemeinde Bockhorn (Oberbayern)) im Landkreis Erding in Bayern.
Am Rand sind zwei kleinere Eingriffe in den Hügel sichtbar. Ein zweiter Hügel, unmittelbar daneben, ist für Laien nicht zweifelsfrei zuzuordnen, weil einige Geländestrukturen in unmittelbarer Umgebung ähnlich aussehen.
Im gleichen Waldstück gibt es auch einen weiteren Grabhügel aus der Bronzezeit mit der Denkmalnummer D 1-7638-0003.